# 靳绥东
靳绥东（1954年1月—），男，山东曲阜人，中华人民共和国政治人物。河南大学在职研究生学历。
靳绥东也是书法家，早年便开始学习书法。他也曾是中国书法家协会会员，河南省书法家协会名誉主席，安阳市书法协会名誉主席，长期参加书法艺术类的活动。

## 生平
1972年5月参加工作。1982年毕业于河南大学政教系。1982年6月加入中国共产党，同年进入共青团河南省委工作。1990年任长葛县县长；1992年，任长葛县委书记（1993—1995年在河南大学研究生在职学习）；1995年5月，任中共安阳市委常委、市委秘书长；1998年12月，任安阳市常务副市长；2001年1月，任安阳市市长；2004年1月，任中共安阳市委书记；2008年1月，任河南省政协副主席、安阳市委书记；2008年3月，任河南省政协副主席。2012年9月，兼任河南省红十字会名誉副会长。2017年1月，辞去河南省政协副主席。

### 落马
2018年9月18日，因涉嫌严重违纪违法，接受中央纪委国家监委纪律审查和监察调查。靳绥东落马后，其在安阳殷墟题写的“殷墟宫殿宗庙遗址”大石头的落款被工作人员磨掉。
2019年2月3日，中央纪委国家监委网站宣布中共中央决定给予靳绥东开除党籍处分；按规定取消其享受的待遇；终止其河南省第十次党代会代表资格；收缴其违纪违法所得；将其涉嫌犯罪问题移送检察机关依法审查起诉，所涉财物随案移送。
济南市人民检察院指控：1999年至2018年，被告人靳绥东利用担任河南省安阳市副市长、市长，中共安阳市委书记，河南省政协副主席等职务上的便利，为相关单位和个人在提高项目容积率、亲属安排工作等事项上提供帮助，索取、非法收受财物共计折合人民币4434.375243万元。提请以受贿罪追究靳绥东的刑事责任。

## 审判
2019年9月26日上午，山东省济南市中级人民法院就靳绥东受贿案，一审以受贿罪判处有期徒刑十五年，处罚金人民币四百万元。对受贿所得财物和其孳息，予以追缴并上缴国库。